# ناحیه لارکینسبورگ، شهرستان کلی، ایلینوی
ناحیه لارکینسبورگ، شهرستان کلی، ایلینوی (به انگلیسی: Larkinsburg Township) یک منطقهٔ مسکونی در ایالات متحده آمریکا است که در شهرستان کلی، ایلینوی واقع شده‌است. ناحیه لارکینسبورگ ۶۴۴ نفر جمعیت دارد و ۱۵۲ متر بالاتر از سطح دریا واقع شده‌است.